# Bras, Var
Bras este o comună în departamentul Vaucluse din sud-estul Franței. În 2009 avea o populație de 2.424 de locuitori.

## Evoluția populației
| An        | 1975 | 1982 | 1990  | 1999  | 2006  | 2009  |
| --------- | ---- | ---- | ----- | ----- | ----- | ----- |
| Populație | 638  | 677  | 1.056 | 1.298 | 1.996 | 2.424 |